# Peter Easte
Peter Easte (* 1868 in Princes Risborough, Buckinghamshire; † 8. Januar 1930 in Westminster) war ein britischer Sportschütze.

## Erfolge
Peter Easte nahm an den Olympischen Spielen 1908 in London im Trap teil. Die Einzelkonkurrenz beendete er mit 46 Punkten auf dem 17. Platz. Im Mannschaftswettbewerb belegte er mit der ersten britischen Mannschaft vor Kanada und der zweiten britischen Mannschaft den ersten Platz. Mit insgesamt 407 Punkten und damit zwei Punkten Vorsprung vor den Kanadiern hatten sich die Briten, deren Team neben Easte noch aus Frank Moore, Charles Palmer, John Postans, Alexander Maunder und James Pike bestand, die Goldmedaille gesichert. Easte war mit 55 Punkten der schwächste Schütze der Mannschaft.